# モンテマッジョーレ・ベルシート
モンテマッジョーレ・ベルシート（イタリア語: Montemaggiore Belsito; シチリア語: Muntimaiuri）は、イタリア共和国シチリア自治州パレルモ県にある、人口約3,200人の基礎自治体（コムーネ）。

## 地理

### 位置・広がり
パレルモ県中部のコムーネ。テルミニ・イメレーゼから南南東へ16km、県都パレルモから南東へ46kmの距離にある。

#### 隣接コムーネ
隣接するコムーネは以下の通り。
- アーリア
- アリミヌーザ
- カッカモ
- スクラーファニ・バーニ